# Homocranaus
Homocranaus is een geslacht van hooiwagens uit de familie Cranaidae.
De wetenschappelijke naam Homocranaus is voor het eerst geldig gepubliceerd door Roewer in 1915. 

## Soorten
Homocranaus is monotypisch en omvat slechts de volgende soort:
- Homocranaus tetracalcar